# Nueva Dalia
Nueva Dalia är en ort i Mexiko.   Den ligger i kommunen Tapachula och delstaten Chiapas, i den sydöstra delen av landet, 900 km sydost om huvudstaden Mexico City. Nueva Dalia ligger 31 meter över havet och antalet invånare är 161.
Terrängen runt Nueva Dalia är platt. Runt Nueva Dalia är det tätbefolkat, med 343 invånare per kvadratkilometer. Närmaste större samhälle är Tapachula, 17,1 km nordost om Nueva Dalia. Trakten runt Nueva Dalia består till största delen av jordbruksmark.